# Нова Павлівка (селище)
Нова Павлівка —  селище в Україні, у Тальнівській міській громаді Черкаської області. У селі мешкає 3 особи.

## Історія
- Село постраждало внаслідок геноциду українського народу, проведеного окупаційним урядом СССР 1932-1933 та 1946-1947 роках.